# Viktorie
Vlastní dívčí jméno Viktorie pochází z latiny, kde victoria znamená „vítězství“. Tento význam je skryt nejen ve jménech Viktorie a Viktor, ale i v některých ryze českých jménech jako např. Václav apod. Viktorie je římská bohyně vítězství.
Domácká podoba tohoto jména je Viktorka.
Podle českého občanského kalendáře má toto jméno svátek 10. března.

## Zdrobněliny
Viki, Viky, Viktorka, Viktorinka, Vikinka, Vikina, Vikuška, Vikča, Vikinečka, Tori, Torka

## Statistické údaje
Následující tabulka uvádí četnost jména v ČR a pořadí mezi ženskými jmény ve srovnání dvou roků, pro které jsou dostupné údaje MV ČR – lze z ní tedy vysledovat trend v užívání tohoto jména:
| Rok       | Četnost    | Pořadí   |
| 1999      | 1609       | 183.     |
| 2002      | 1846       | 174.     |
| Porovnání | o 237 více | o 9 lépe |

Změna procentního zastoupení tohoto jména mezi žijícími ženami v ČR (tj. procentní změna se započítáním celkového úbytku žen v ČR za sledované tři roky) je +15,6%, což svědčí o poměrně strmém nárůstu obliby tohoto jména.

## Viktorie v jiných jazycích
- Anglicky: Victoria
- Italsky: Vittoria
- Polsky: Wiktoria
- Rusky: Виктория
- Slovensky: Viktória
- Srbsky: Viktorija
- Ukrajinsky: Вікторія

## Významné Viktorie

### vladařky a světice
- Svatá Viktorie
- Viktorie - římská bohyně

- Viktorie Sasko-Kobursko-Saalfeldská – vévodkyně z Kentu a Strathearnu, matka královny Viktorie
- Viktorie (1819–1901) – britská královna a indická císařovna
- Viktorie Sasko-Koburská – německá císařovna a pruská královna jako manželka Fridricha III., dcera britské královny Viktorie
- Viktorie Hesensko-Darmstadtská – vnučka královny Viktorie a babička prince Filipa, manžela královny Alžběty II.
- Viktorie Bádenská – rodem bádenská princezna, švédská královna jako manželka krále Gustava V., matka krále Gustava VI. Adolfa
- Viktorie z Battenbergu – španělská královna, vnučka britské královny Viktorie a babička španělského krále Juana Carlose I.
- Viktorie Švédská – švédská korunní princezna, dcera krále Karla XVI. Gustava, prapravnučka Viktorie Bádenské, praprapravnučka britské královny Viktorie

### Další nositelky
- Viktoria Azarenko – běloruská tenistka
- Victoria Beckham – anglická zpěvačka
- Viktorie Čermáková – česká herečka a režisérka
- Victoria Justice – americká zpěvačka, herečka, modelka
- Victoria Pendleton – britská cyklistka, olympijská vítězka
- Viktorie Švihlíková – česká klavíristka a cembalistka
- Viktoria Tolstoy – švédská jazzová zpěvačka

## jiné významy
- geografické objekty nazvané na počest anglické královny Viktorie
  - Viktoriiny vodopády – africké vodopády
  - Victoria – druhý nejmenší australský spolkový stát na jihovýchodě kontinentu s hlavním městem Melbourne

- televize
  - Viktorka – československý film režiséra Jana Svobody z roku 1935.
  - Viktor, Viktorie – americko-britský film z roku 1982 režiséra Blake Edwardse
  - Královna Viktorie (film, 1937) – britský film z roku 1937
  - Královna Viktorie (film, 1954) – rakouský film z roku 1954 režiséra Ernsta Marischky
  - Královna Viktorie (film, 2009) – britský film z roku 2009
  - Victoria (film) – německý film z roku 2015
  - Victoria (seriál) – britský seriál z roku 2016

- sportovní oddíly
  - Viktoria Žižkov
  - Viktoria Plzeň

- názvy rostlin
  - Viktorie královská – tropická bylina, latinsky Victoria amazonica/regia

- literární postavy
  - Viktorka je dívčí postava z novely Babička Boženy Němcové
    - podle ní též Viktorčin splav (zkráceně Viktorka) na Úpě v Ratibořicích

  - Princezna Viktorie, kniha Thomase Breziny z roku 2009